# Kurtuluş
Kurtuluş, no passado chamado Tatavla (em grego: Ταταύλα; trad: "estábulo de cavalos") é um bairro da parte europeia de Istambul, Turquia, que faz parte do distrito de Şişli. O bairro é muito cosmopolita e etnicamente heterogéneo, onde vivem turcos, curdos (os quais são imigrantes relativamente recentes), arménios, judeus e também ainda alguns gregos, embora a maior parte dos antigos habitantes gregos do bairro já tenham emigrado. Kurtuluş significa "independência", "libertação", "salvação" ou "redenção" e também "bom desimpedimento" em turco.
O bairro surgiu no século XVI como área residencial de ex-prisoneiros gregos originários de Quios, Creta e outras ilhas gregas, que ali foram estabelecidos pelo sultão Solimão, o Magnífico, para trabalharem nos principais estaleiros navais do Império Otomano, situados no bairro pobre vizinho de Kasımpaşa. Supostamente o nome grego (estábulo) se relacione com o facto dos genoveses estabelecidos em Gálata na Idade Média ali terem estábulos.
Além dos operários navais, os habitantes de Tatavla eram também conhecidos como excelentes sapateiros e bombeiros. Um dos eventos mais populares e animados do bairro era o Baklahorani, a feira da Páscoa, realizada na segunda-feira antes do jejum pascal observado pelos ortodoxos gregos.
Em 1832 um fogo destruiu completamente o bairro, tendo ardido 600 casas e 30 lojas. Até meados do século XIX era habitado sobretudo por gregos de baixos rendimentos, ao contrário, por exemplo, de Tarabya, no Bósforo, onde viviam muitos dos gregos, turcos e europeus mais abastados. A partir desse tempo, o bairro começou a ser habitado por gregos e gente de outras origens mais abastados, como é atestado por diversas casas dessa época ainda existentes. Ainda há três igrejas ortodoxas gregas ativas no bairro: Santo Atanásio, São Demétrio e Santo Eleutério.
O nome do bairro foi mudado para Kurtuluş seis anos após a fundação da república da Turquia, pretendendo simbolizar o rejuvenescimento depois de um grande incêndio ter causado grandes estragos em 13 de abril de 1929, quando arderam 207 casas. Apesar dos tumultos das Guerras dos Balcãs, da Primeira Guerra Mundial, da Guerra Greco-Turca que se lhe seguiu e do incêndio devastador, o bairro manteve a sua grande população e atmosfera gregas, pelo menos até aos motins de 1955 que ficaram conhecidos como o Pogrom de Istambul.
Nas décadas de 1970 e seguintes o panorama socioeconómico do bairro mudou radicalmente, com muitas casas a mudarem de dono para imigrantes de classes baixas e com o aparecimento de gecekondular (bairros de lata e bairros clandestinos).